# Dinesh Khanna

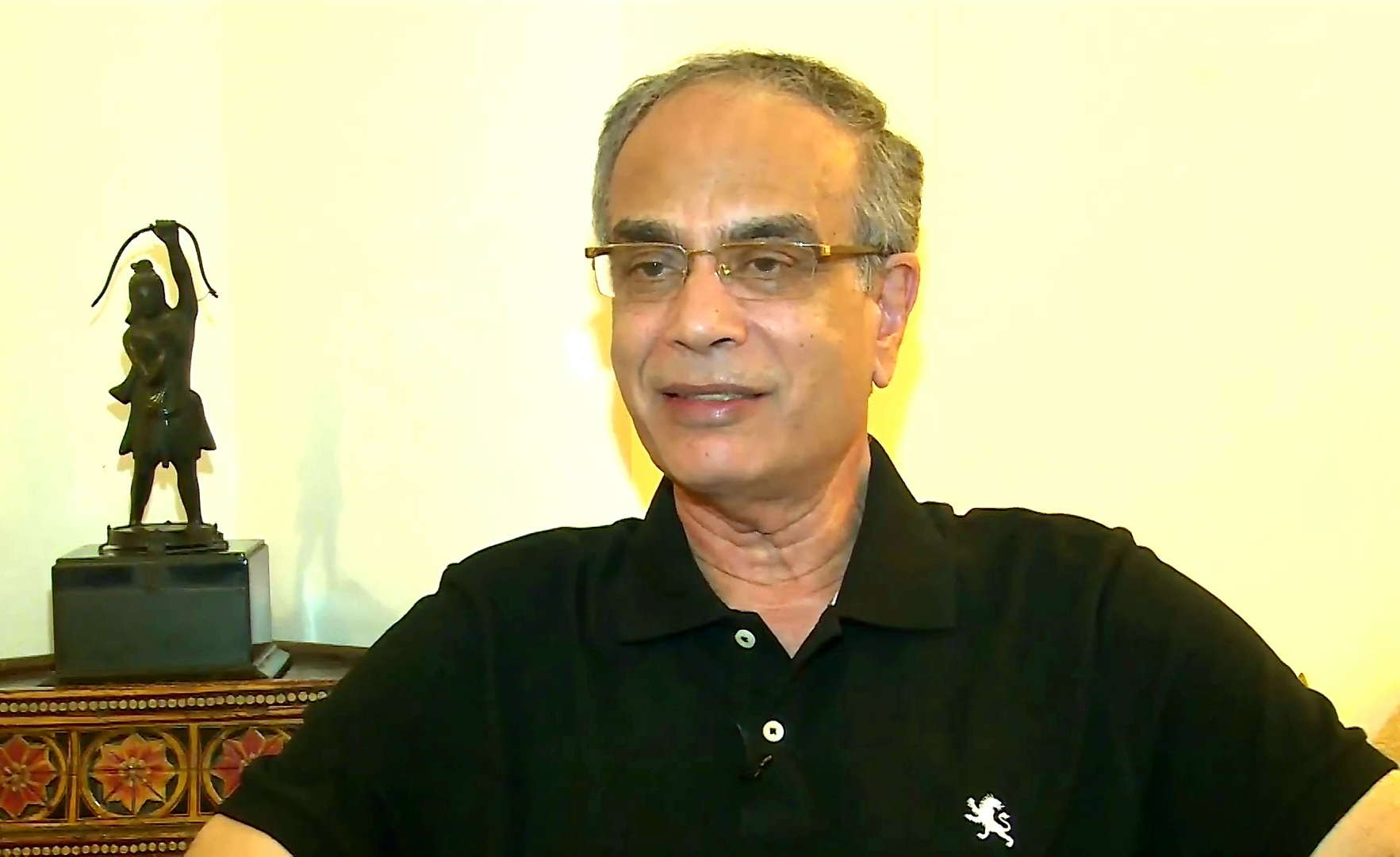
Dinesh Khanna, 2021

Dinesh Khanna (* 4. Januar 1943 in Fatehgarh Churian) ist ein indischer Badmintonspieler.

## Karriere
Dinesh Khanna gewann 1964 den Herreneinzeltitel bei der Asienmeisterschaft gefolgt von Bronze bei den Commonwealth Games 1966 und dem Titel bei den nationalen Meisterschaften 1966. 1966 stand er auch im Halbfinale der All England. Für seine Erfolge wurde er mit dem Arjuna Award ausgezeichnet.

## Sportliche Erfolge
| Saison | Veranstaltung                 | Disziplin    | Platz | Name          |
| ------ | ----------------------------- | ------------ | ----- | ------------- |
| 1965   | Asienmeisterschaft            | Herreneinzel | 1     | Dinesh Khanna |
| 1966   | Commonwealth Games            | Herreneinzel | 3     | Dinesh Khanna |
| 1966   | Indien: Einzelmeisterschaften | Herreneinzel | 1     | Dinesh Khanna |
| 1966   | All England                   | Herreneinzel | 3     | Dinesh Khanna |